# Досконале поле
Досконале поле — поле F, будь-який многочлен над яким є сепарабельним. Інакше кажучи, будь-яке алгебричне розширення поля F — сепарабельне розширення. Всі інші поля називаються недосконалими. 
Всі поля характеристики 0 досконалі. Поле F скінченної характеристики p є досконалим тоді й лише тоді коли F = Fp, тобто піднесення до степеня p є автоморфізмом поля F. Скінченні поля і алгебраїчно замкнуті поля є досконалими.
Будь-яке алгебричне розширення досконалого поля теж є досконалим полем. 
Приклад недосконалого поля — поле Fq(X) раціональних функцій над полем Fq, де F q — поле з q=pn елементів. Досконале поле F збігається з полем інваріантів групи всіх F-автоморфізмів алгебраїчного замикання поля F.
Для довільного поля F характеристики p > 0 з алгебраїчним замиканням {\displaystyle {\bar {F}}} поле
{\displaystyle F^{p^{-\infty }}=\cup _{n}F^{p^{-n}}\subset {\bar {F}}}
є найменшим досконалим полем, що містить F. Воно називається досконалим замиканням поля F в {\displaystyle {\bar {F}}}. 